# Foliocryphia
Foliocryphia — рід грибів родини Cryphonectriaceae. Назва вперше опублікована 2009 року.

## Класифікація
До роду Foliocryphia відносять 2 види:
- Foliocryphia eucalypti
- Foliocryphia eucalyptorum